# Saint-Gervais-d'Auvergne
Pour les articles homonymes, voir Saint-Gervais.
Saint-Gervais-d'Auvergne est une commune française, située dans le département du Puy-de-Dôme en région Auvergne-Rhône-Alpes.
Ses habitants, au nombre de 1 226 au recensement de 2022, sont appelés les Gervaisiens et les Gervaisiennes.

## Géographie

### Localisation
Située au nord-ouest du département du Puy-de-Dôme, la commune de Saint-Gervais-d'Auvergne est à 50 km au sud de Montluçon et à 60 km au nord-ouest de Clermont-Ferrand. La commune est au cœur des Combrailles.
Huit communes sont limitrophes :
| Gouttières              | Sainte-Christine         | Ayat-sur-Sioule       |
|                         | Saint-Gervais-d'Auvergne | Châteauneuf-les-Bains |
| Saint-Priest-des-Champs | Sauret-Besserve Queuille | Vitrac                |

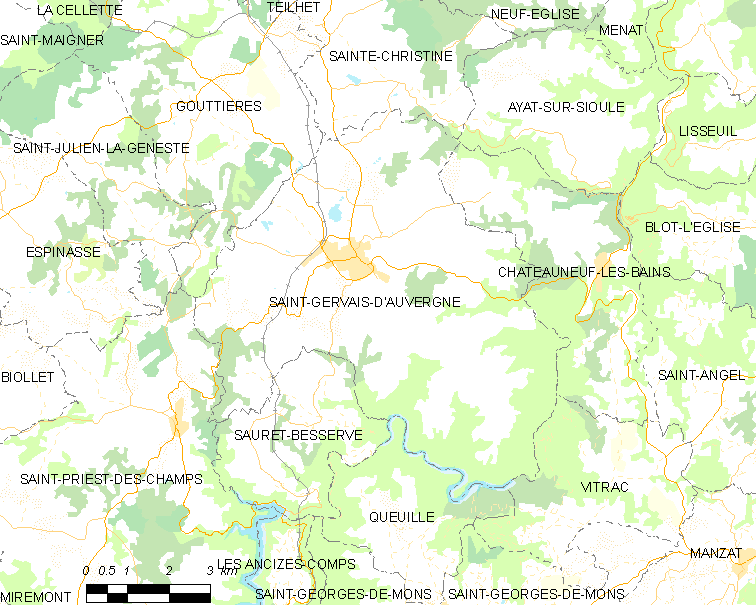
Carte de la commune.
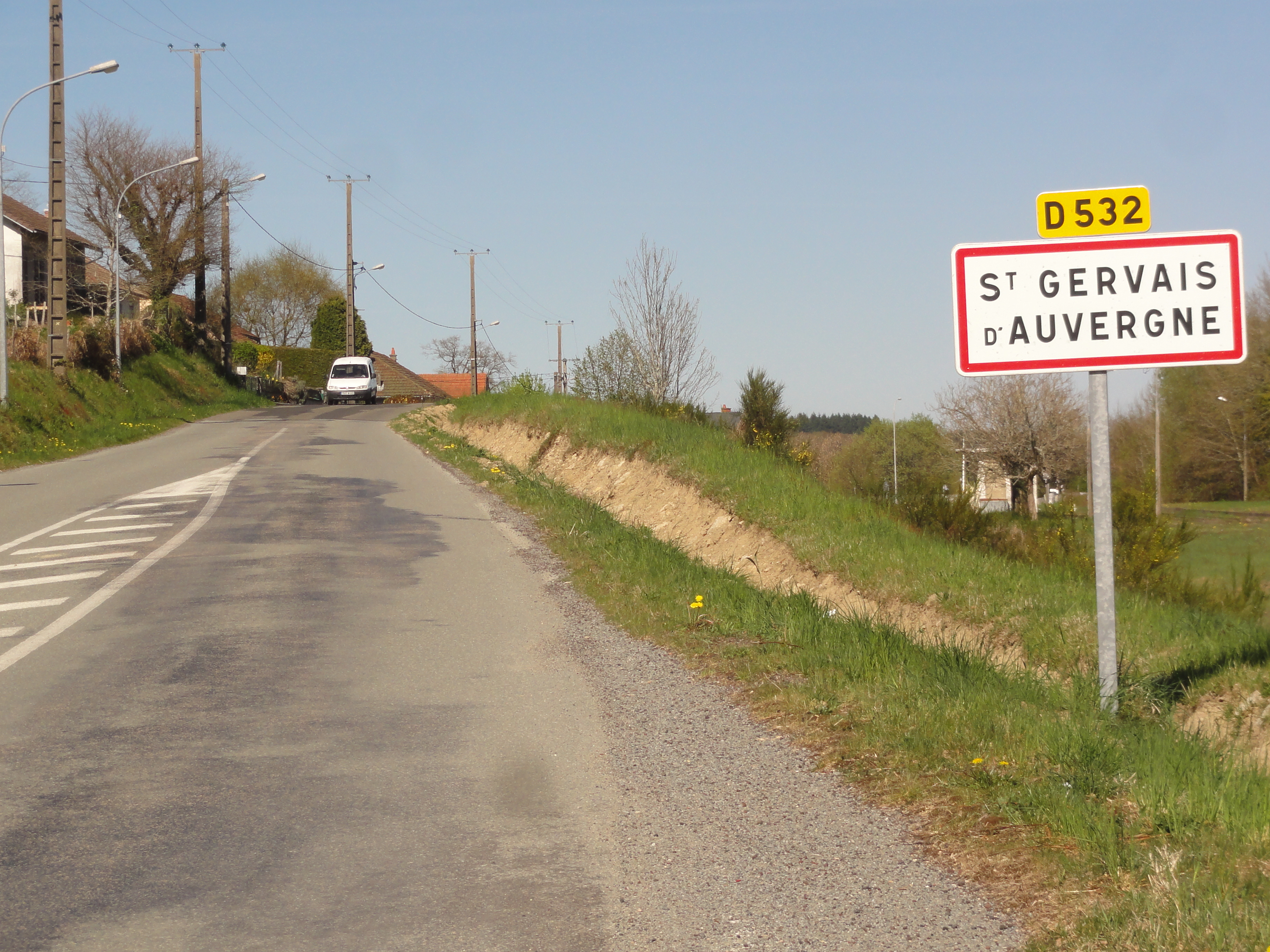
Entrée de l'agglomération.
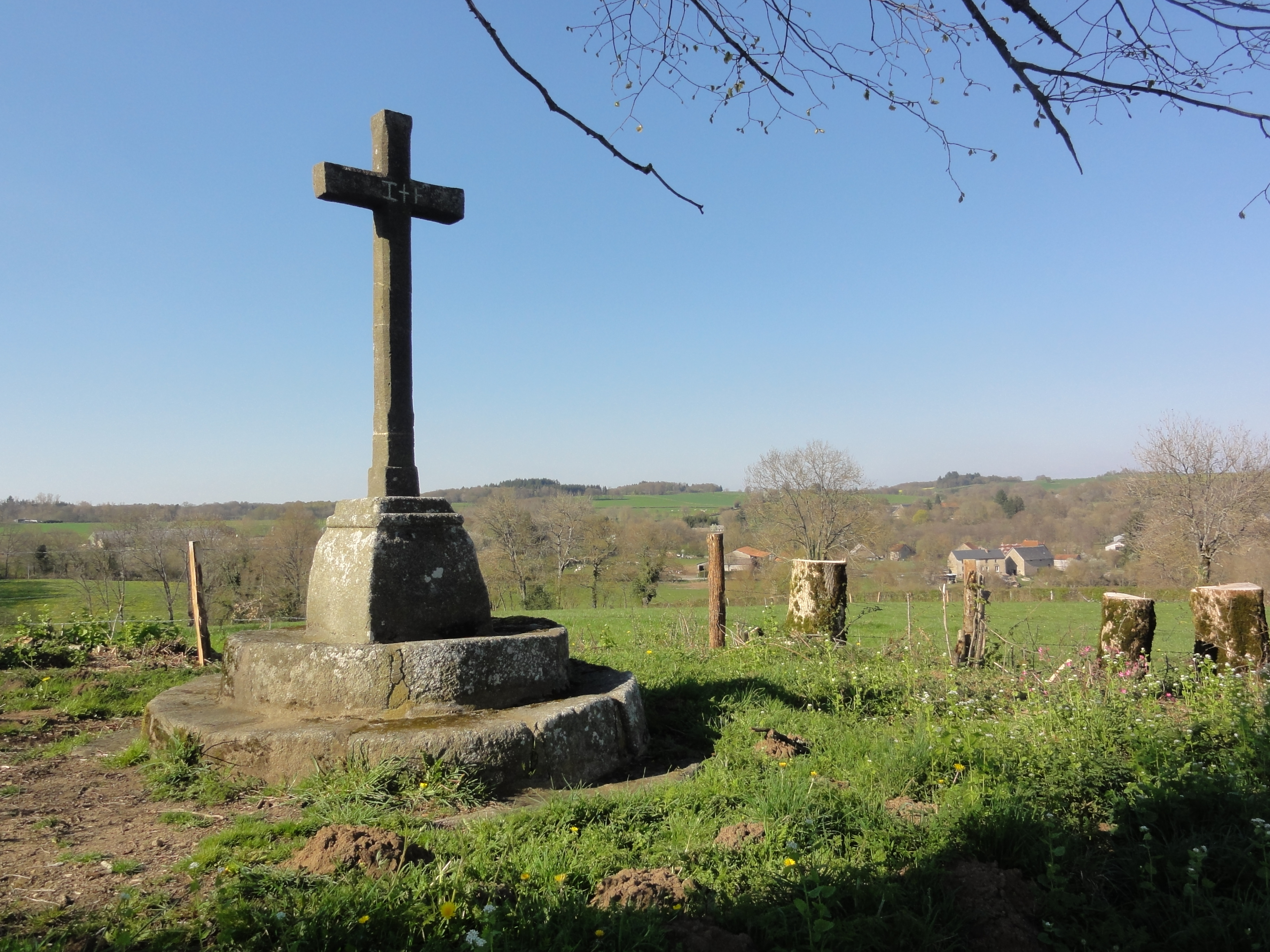
Croix de chemin avec vue sur Mouly.
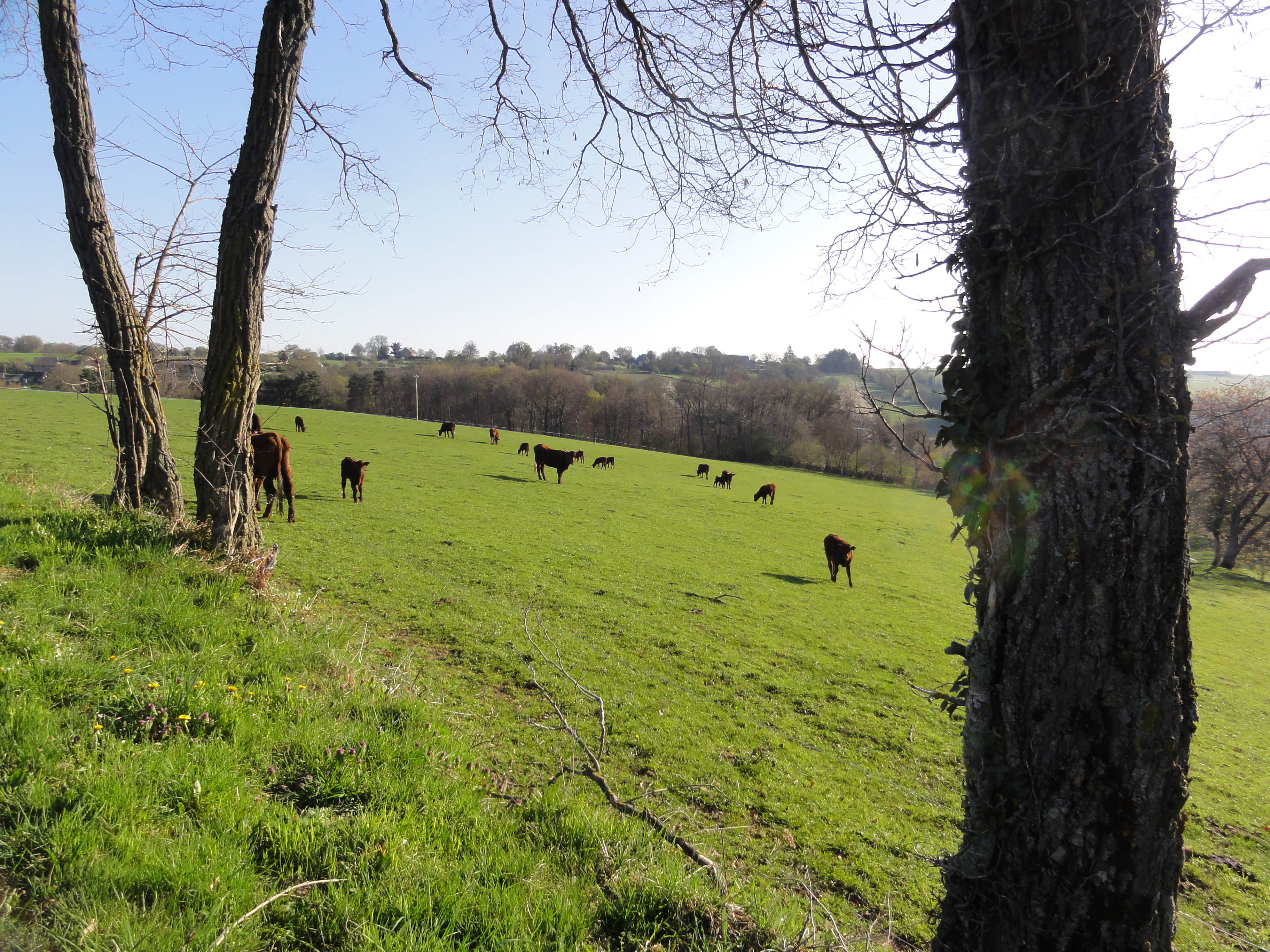
Paysage à Ouches.

### Géologie et relief
Le bourg est à 725 mètres d'altitude, sur une petite butte dominant la pénéplaine environnante. À l'est, la commune est délimitée par la Sioule (un affluent de l'Allier) et le méandre de Queuille qui enlace la presqu'île de Murat. Cette rivière coule dans une gorge qui entaille de 300 m le plateau granitique sur lequel est posé le reste de la commune.

### Voies de communication et transports

#### Voies routières
Saint-Gervais-d'Auvergne est desservie par les routes départementales 227 (liaison vers Pionsat, au nord-ouest, et Manzat et Riom au sud-est) et 987 (ancienne route nationale 687, liaison vers Saint-Éloy-les-Mines au nord et Pontaumur au sud).
Le territoire communal est également traversé par les routes départementales 227b, 417 (vers Châteauneuf-les-Bains à l'est par le Grand Mayet), 513 (liaison de Saint-Priest-des-Champs à Sauret-Besserve par la halte de Saint-Priest - Sauret), 513a (liaison de la D 987 près du lieu-dit La Fauvieille à la D 513), 523 (vers Sauret-Besserve et Les Ancizes-Comps au sud), 531 (vers Le Bouchet, au sud-est de la commune), 532 (vers Espinasse à l'ouest), et 534 (partie du contournement de la ville).

#### Transport ferroviaire
Une gare est implantée sur la ligne de Lapeyrouse à Volvic. Saint-Gervais-d'Auvergne se trouve sur le tracé de cette ligne reliant Montluçon à Clermont-Ferrand via Volvic, dont l'exploitation a cessé en 2007. En traversant la commune, la ligne offrait alors un point de vue sur la région.

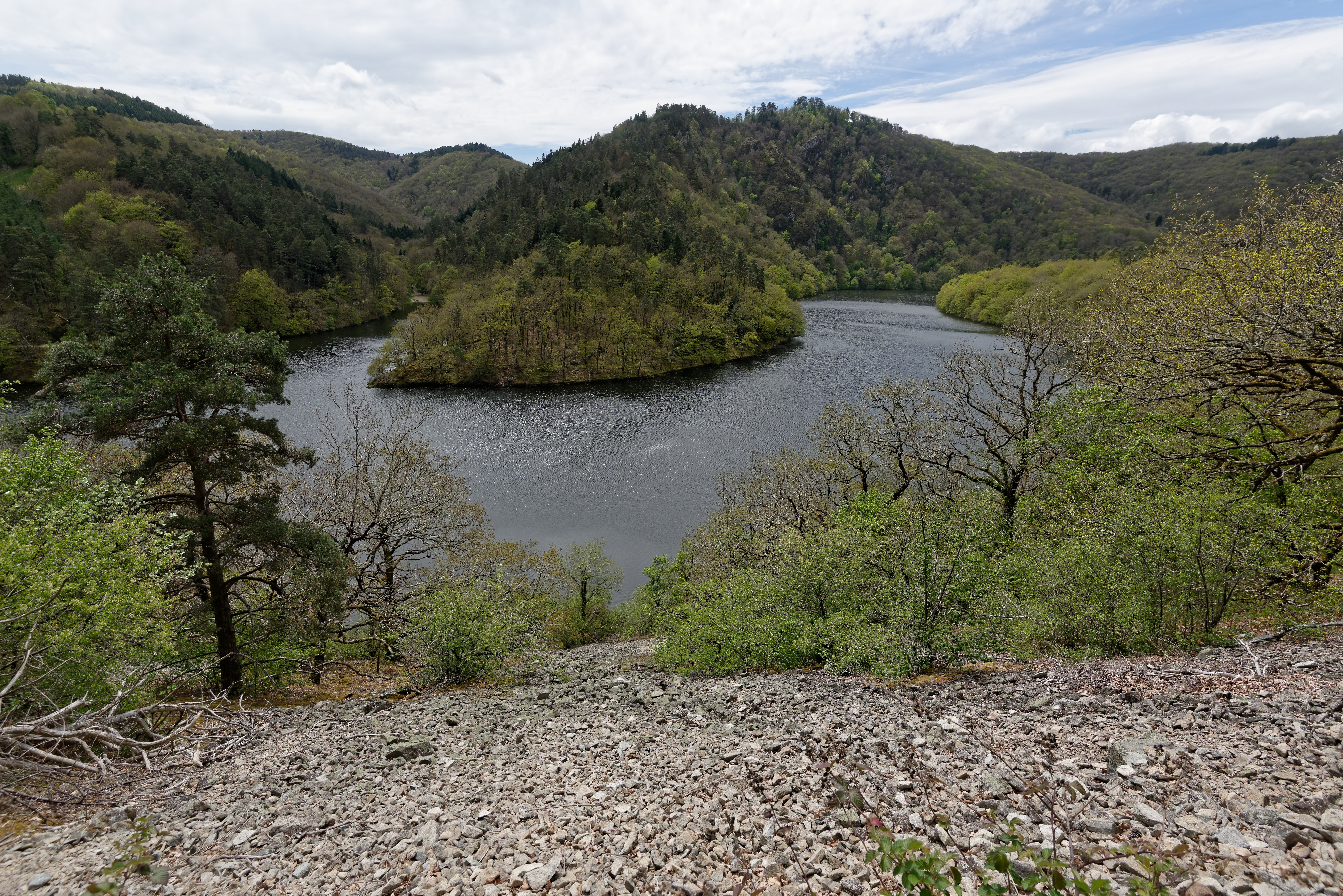
Gorges de la Sioule - Méandre de Queuille.
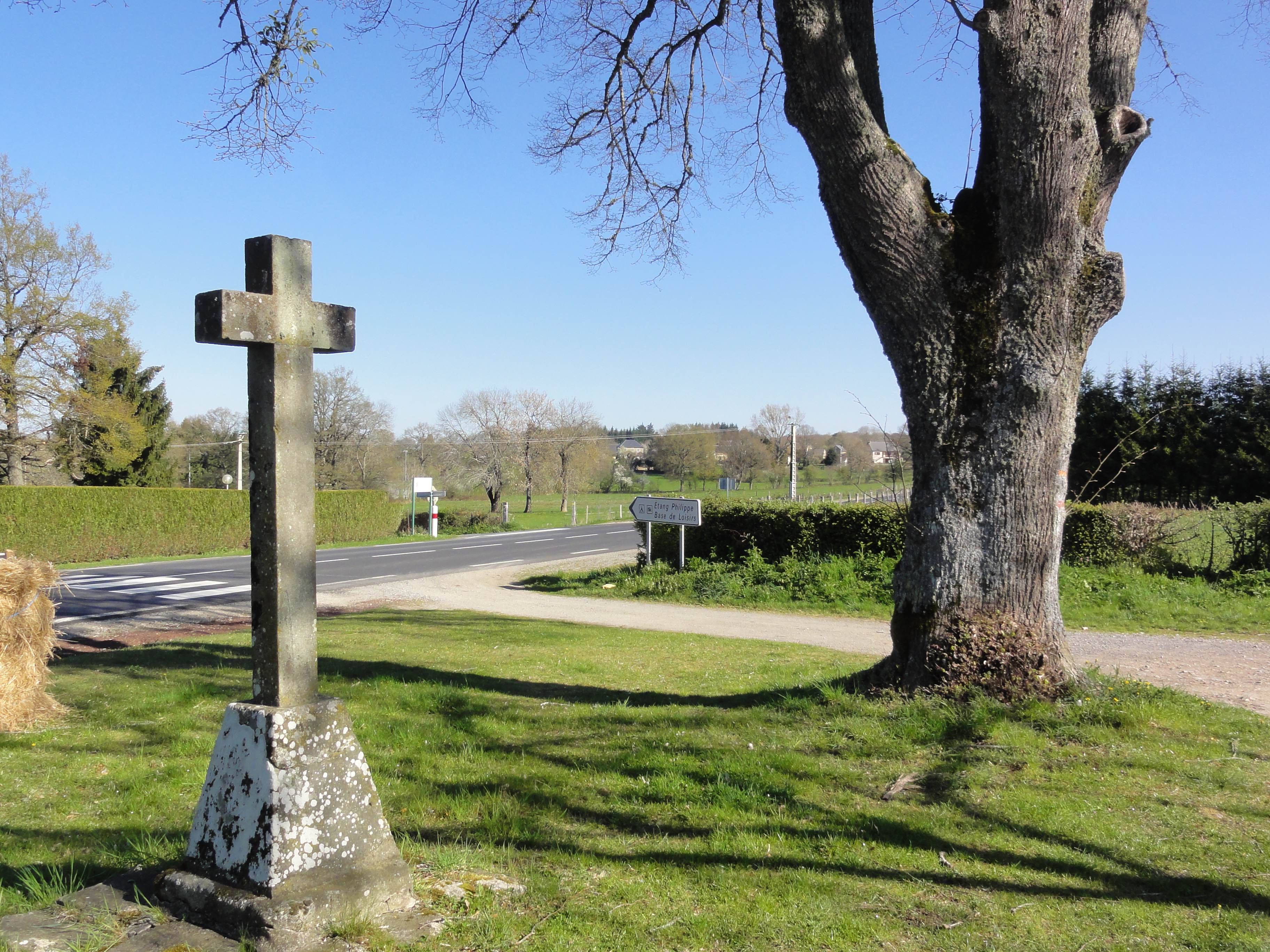
La D987 - Près de l'étang Philippe.
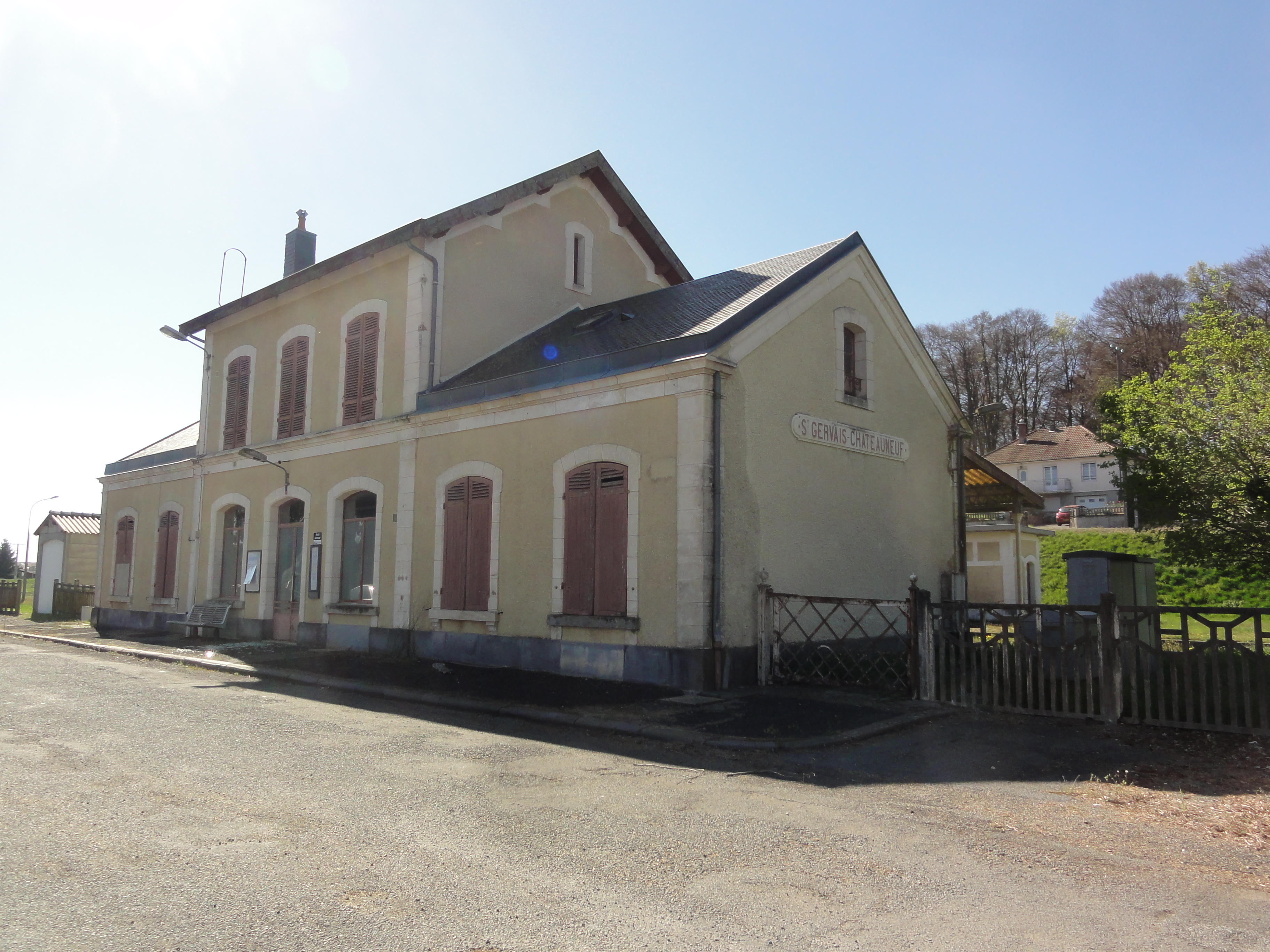
L'ancienne gare.

### Climat
Pour des articles plus généraux, voir Climat d'Auvergne-Rhône-Alpes et Climat du Puy-de-Dôme.
En 2010, le climat de la commune est de type climat des marges montargnardes, selon une étude du Centre national de la recherche scientifique s'appuyant sur une série de données couvrant la période 1971-2000. En 2020, Météo-France publie une typologie des climats de la France métropolitaine dans laquelle la commune est exposée à un climat de montagne ou de marges de montagne et est dans la région climatique  Ouest et nord-ouest du Massif Central, caractérisée par une pluviométrie annuelle de 900 à 1 500 mm, maximale en automne et en hiver. 
Pour la période 1971-2000, la température annuelle moyenne est de 8,8 °C, avec une amplitude thermique annuelle de 14,9 °C. Le cumul annuel moyen de précipitations est de 966 mm, avec 11,2 jours de précipitations en janvier et 8,4 jours en juillet. Pour la période 1991-2020, la température moyenne annuelle observée sur la station météorologique installée sur la commune est de 9,8 °C et le cumul annuel moyen de précipitations est de 825,6 mm,. Pour l'avenir, les paramètres climatiques de la commune estimés pour 2050 selon différents scénarios d'émission de gaz à effet de serre sont consultables sur un site dédié publié par Météo-France en novembre 2022.
| Mois                                  | jan.           | fév.           | mars           | avril           | mai             | juin          | jui.          | août           | sep.          | oct.          | nov.             | déc.             | année     |
| ------------------------------------- | -------------- | -------------- | -------------- | --------------- | --------------- | ------------- | ------------- | -------------- | ------------- | ------------- | ---------------- | ---------------- | --------- |
| Température minimale moyenne (°C)     | −0,5           | −0,6           | 1,8            | 4               | 7,5             | 10,7          | 12,6          | 12,6           | 9,3           | 6,7           | 2,7              | 0,4              | 5,6       |
| Température moyenne (°C)              | 2,4            | 2,8            | 5,9            | 8,5             | 12,2            | 15,8          | 17,9          | 18             | 14,2          | 10,7          | 5,9              | 3,2              | 9,8       |
| Température maximale moyenne (°C)     | 5,3            | 6,2            | 10,1           | 13              | 16,9            | 20,9          | 23,3          | 23,4           | 19,1          | 14,7          | 9,2              | 6,1              | 14        |
| Record de froid (°C) date du record   | −23 09.01.1985 | −16,6 05.02.12 | −16,7 01.03.05 | −6,5 12.04.1986 | −1,7 08.05.1982 | 2 05.06.1986  | 3,9 17.07.00  | 2,5 30.08.1986 | −2,3 25.09.02 | −6,2 25.10.03 | −10,9 22.11.1993 | −12,5 31.12.1985 | −23 1985  |
| Record de chaleur (°C) date du record | 19,1 30.01.02  | 22,2 27.02.19  | 23,5 17.03.04  | 26,5 28.04.1987 | 30,2 22.05.22   | 39,3 27.06.19 | 36,7 23.07.19 | 37,3 18.08.12  | 34 17.09.1987 | 30 02.10.23   | 23,9 08.11.15    | 20 03.12.1985    | 39,3 2019 |
| Précipitations (mm)                   | 52,9           | 42,8           | 48,1           | 71,2            | 91              | 85,9          | 81,7          | 74,3           | 75,1          | 67,4          | 74,1             | 61,1             | 825,6     |

## Urbanisme

### Typologie
Au 1er janvier 2024, Saint-Gervais-d'Auvergne est catégorisée bourg rural, selon la nouvelle grille communale de densité à sept niveaux définie par l'Insee en 2022.
Elle est située hors unité urbaine et hors attraction des villes,.

### Occupation des sols
L'occupation des sols de la commune, telle qu'elle ressort de la base de données européenne d’occupation biophysique des sols Corine Land Cover (CLC), est marquée par l'importance des territoires agricoles (72,1 % en 2018), une proportion sensiblement équivalente à celle de 1990 (72,3 %). La répartition détaillée en 2018 est la suivante : prairies (37,2 %), zones agricoles hétérogènes (35 %), forêts (24,9 %), zones urbanisées (2,3 %), eaux continentales (0,6 %). L'évolution de l’occupation des sols de la commune et de ses infrastructures peut être observée sur les différentes représentations cartographiques du territoire : la carte de Cassini (XVIIIe siècle), la carte d'état-major (1820-1866) et les cartes ou photos aériennes de l'IGN pour la période actuelle (1950 à aujourd'hui).

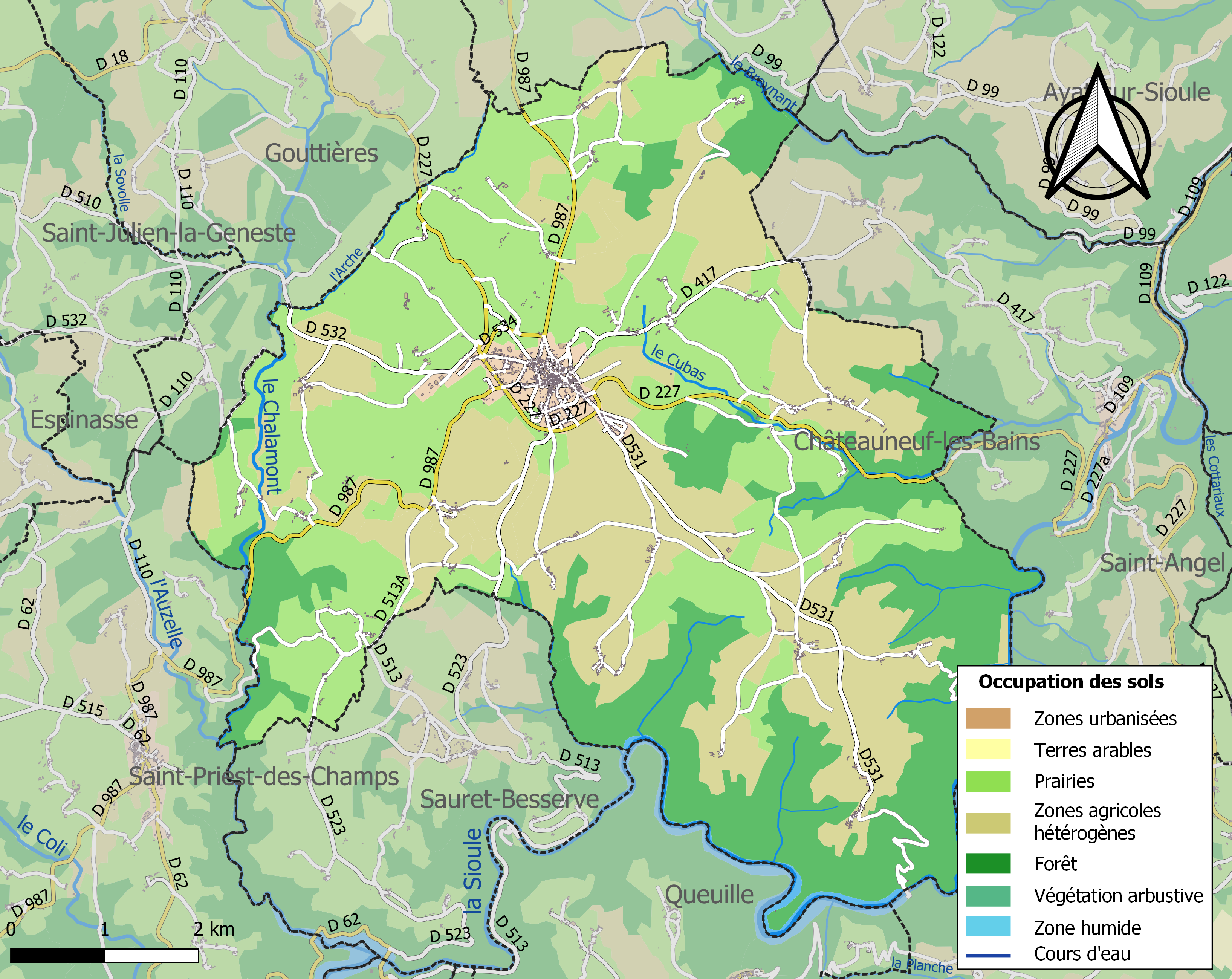
Carte des infrastructures et de l'occupation des sols de la commune en 2018 (CLC).

## Toponymie
Autrefois Saint-Gervais s'appelait parallèlement Mongolt. C'est vraisemblablement au Xe siècle que la cité prit son nom actuel en se plaçant sous la protection des deux saints, Gervais et Protais. On construisit alors un premier édifice religieux.
Le village et la commune se nomme Sant Gervés d'Auvèrnhe en nord-occitan et Sent Grevrés en parler du Croissant (langue transition oc / oïl), deux parlers très proches présents tous deux sur la commune.

## Histoire
Au Moyen Age, Saint-Gervais était fortifiée d'un rempart précédé de fossés. Plusieurs portes permettaient l'accès à la cité. Dans l'enceinte de la ville existait un château féodal, lui-même entouré de fossés.
Au XVIIe siècle, Saint-Gervais change de physionomie. Les fossés sont comblés, le rempart et les portes détruites parce que gênants. La vieille forteresse seigneuriale est également éliminée. On construit alors un nouveau château qui existe encore et est aujourd'hui l'hôtel-restaurant Castel-Hôtel 1904.
Jusqu'au début du XIIe siècle, Saint-Gervais-d'Auvergne était du domaine des comtes d'Auvergne.
Alphonse de Poitiers (frère de Saint Louis) accorde à Saint-Gervais-d'Auvergne le statut de ville franche au cours du XIIIe siècle, ce qui lui permet de se développer.
Jusqu'en 1790, le bourg a abrité un grenier à sel.
Seconde guerre mondiale : Saint-Gervais-d'Auvergne appartenait à la Zone 13, zone de résistance. Des résistants prirent le maquis et participèrent à des faits de guerre.
Les dates importantes sont :
- 10 avril 1943 : début de la création du Maquis de Chazelette (Hameau de Saint-Gervais), caché dans le vallon du Braynant au Moulin de Pailet (Commune de Sainte-Christine)
- 26 avril 1943 : arrivée du premier maquisard à Chazelette venant du Groupe Caille de Riom
- Vers le 15 juin 1943 : premier contact à Clermont-Ferrand de Paul Roche avec « Georges » (Gabriel Montpied) intendant des Maquis. Paul Roche prend le pseudonyme d’ « André ». On convient des jours d’arrivées des Maquisards en gare de St Gervais, du signe distinctif et du mot de passe
- 21 juin 1943 : « André » est nommé Chef Actif de Canton des M.U.R. pour St Gervais
- 10 août 1943 : attaque des GMR de Pétain et de la Milice contre le Maquis de Chazelette. Prévenu, le Maquis a décroché. Aucune arrestation

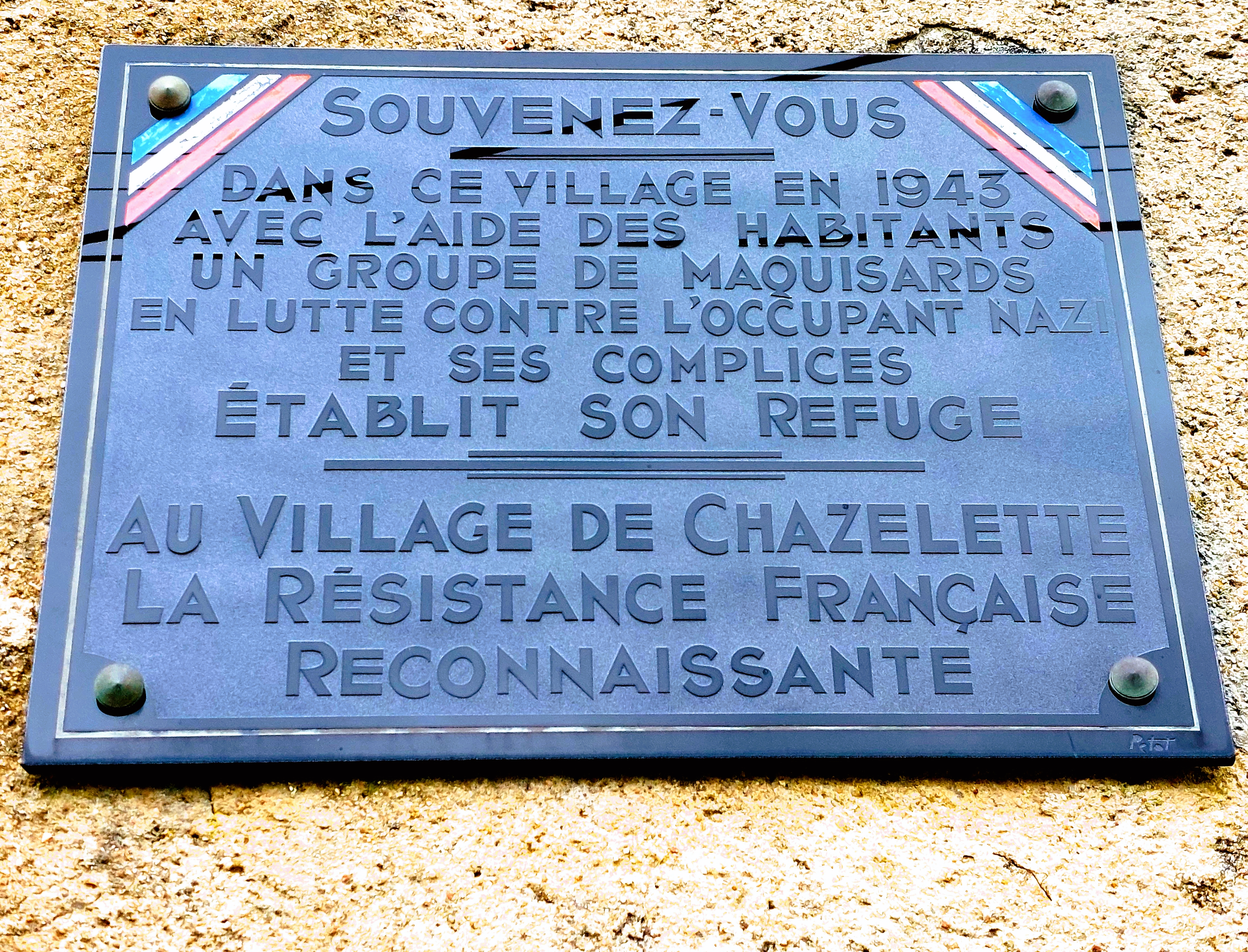
Hameau de Chazelette - Maquis de la Résistance Française

- 4 Novembre 1943 : « André » est nommé Chef du Sous-Arrondissement Militaire de Saint Gervais d’Auvergne comprenant les cantons de St Gervais, Pionsat, Montaigut et Menat, à la suite des accords entre les MUR (Coulaudon) et l’ORA (Garcie)
- 17 mai 1944 : mobilisation de la Trentaine de Commandement du Sous Arrondissement de Saint Gervais. Chef « André » (Paul Roche), adjoints « Lecomte » (Emile Jambrun) de Montaigut, « Ric » de Pionsat, « Raffin » (Georges Raphanel) de Menat. Premier cantonnement à Coterue (Gouttières)
- 3 juin 1944 : sabotage de la ligne SNCF, près de la gare de Gouttières, par la Trentaine de Commandement de Saint-Gervais
- 5 juin 1944 : sabotage de la ligne SNCF Montluçon-Gannat par la Trentaine de St Gervais
- 9 juin 1944 : les gendarmeries du Sous Arrondissement de St Gervais, (St Gervais et Pionsat) rejoignent le Maquis au P.C.de la Trentaine de Commandement à Péry de Charbonnières-les-Vieilles
- 10 juin 1944 : coupure de la ligne téléphonique Clermont-St Gervais par la Trentaine au point prévu par « Blanchard » à l’automne 1943
- 12 juin 1944 : sabotage du pont SNCF du Masmont près de St Gervais par la Trentaine. Le trafic sera interrompu jusqu’à la Libération
- 2 juillet 1944 : ratissage des 4 cantons du Sous Arrondissement par les troupes allemandes aidées par la Milice. Incendies des maisons de Coterue à Gouttières. 6 personnes sont arrêtées à Saint-Gervais et le Capitaine Lépine est arrêté au pont de Menat
- 11 juillet 1944 : arrivée des cadres du « Commandant Lavenue » (Louis Proust) à la Prade et Chazelette
- 22 juillet 1944 : à 200 m de Servant une voiture de la Trentaine de Saint-Gervais qui revenait de prévenir, dans la forêt proche, le Camp FFI-FTP Jean Chauvet de la présence de troupes allemandes est prise sous le feu d’une automitrailleuse. Les 4 occupants réussissent à s’échapper (Emile Jambrun, l’adjudant de gendarmerie Criqui, Henri Duron et Paulo Roffet)

## Politique et administration

### Découpage territorial
La commune de Saint-Gervais-d'Auvergne est membre de la communauté de communes du Pays de Saint-Éloy, un établissement public de coopération intercommunale (EPCI) à fiscalité propre créé le 1er janvier 2017 dont le siège est à Saint-Éloy-les-Mines. Ce dernier est par ailleurs membre d'autres groupements intercommunaux. De 2000 à 2016, elle était le siège de la communauté de communes Cœur de Combrailles,.
La commune est le siège du Syndicat mixte pour l'aménagement et le développement des Combrailles (SMADC), structure regroupant 102 communes de cette région auvergnate.
Sur le plan administratif, elle est rattachée à l'arrondissement de Riom, à la circonscription administrative de l'État du Puy-de-Dôme et à la région Auvergne-Rhône-Alpes. Elle était chef-lieu de canton jusqu'en mars 2015.
Sur le plan électoral, elle dépend du canton de Saint-Éloy-les-Mines pour l'élection des conseillers départementaux, depuis le redécoupage cantonal de 2014 entré en vigueur en 2015, et de la deuxième circonscription du Puy-de-Dôme pour les élections législatives, depuis le dernier découpage électoral de 2010 (sixième circonscription avant 2010).

### Élections municipales et communautaires

#### Élections de 2020
Le conseil municipal de Saint-Gervais-d'Auvergne, commune de plus de 1 000 habitants, est élu au scrutin proportionnel de liste à deux tours (sans aucune modification possible de la liste), pour un mandat de six ans renouvelable. Compte tenu de la population communale, le nombre de sièges à pourvoir lors des élections municipales de 2020 est de 15. Les quinze conseillers municipaux sont élus au premier tour, le 15 mars 2020, avec un taux de participation de 65,29 %, se répartissant en : quatorze sièges issus de la liste de Jean-Claude Gaillard et un siège issu de la liste de Michel Portier.
Les quatre sièges attribués à la commune au conseil communautaire de la communauté de communes du Pays de Saint-Éloy sont issus de la liste de Jean-Claude Gaillard.

#### Chronologie des maires
| Période                                  | Période                       | Identité              | Étiquette | Qualité                                                              |
| ---------------------------------------- | ----------------------------- | --------------------- | --------- | -------------------------------------------------------------------- |
| Les données manquantes sont à compléter. |                               |                       |           |                                                                      |
| 1935                                     | 1938                          | Baptiste Bascoulergue |           |                                                                      |
| 1938                                     | 1943                          | Joseph Hayraud        |           |                                                                      |
| 1943                                     | 1944                          | Gabriel Clausels      |           |                                                                      |
| 1944                                     | 1953                          | Joseph Hayraud        |           |                                                                      |
| 1953                                     | 1971                          | Jules Lecuyer         | UDF-CDS   | Conseiller général du canton de Saint-Gervais-d'Auvergne (1973-1979) |
| 1971                                     | 1989                          | Robert Bernard        | PS        | Conseiller général du canton de Saint-Gervais-d'Auvergne (1979-1992) |
| 1989                                     | 1995                          | François Maestracci   |           |                                                                      |
| 1995                                     | 2001                          | Jean Borot            |           |                                                                      |
| 2001                                     | mai 2020                      | Michel Girard         | PCF       | Conseiller général du canton de Saint-Gervais-d'Auvergne (1998-2015) |
| mai 2020                                 | En cours (au 15 octobre 2021) | Jean-Claude Gaillard  | PS        |                                                                      |

## Population et société

### Démographie
L'évolution du nombre d'habitants est connue à travers les recensements de la population effectués dans la commune depuis 1793. Pour les communes de moins de 10 000 habitants, une enquête de recensement portant sur toute la population est réalisée tous les cinq ans, les populations de référence des années intermédiaires étant quant à elles estimées par interpolation ou extrapolation. Pour la commune, le premier recensement exhaustif entrant dans le cadre du nouveau dispositif a été réalisé en 2005.

En 2022, la commune comptait 1 226 habitants, en évolution de −7,33 % par rapport à 2016 (Puy-de-Dôme : +2,1 %, France hors Mayotte : +2,11 %).
| 1793  | 1800  | 1806  | 1821  | 1831  | 1836  | 1841  | 1846  | 1851  |
| ----- | ----- | ----- | ----- | ----- | ----- | ----- | ----- | ----- |
| 2 007 | 2 180 | 1 974 | 2 267 | 2 394 | 2 679 | 2 670 | 2 741 | 2 604 |

| 1856  | 1861  | 1866  | 1872  | 1876  | 1881  | 1886  | 1891  | 1896  |
| ----- | ----- | ----- | ----- | ----- | ----- | ----- | ----- | ----- |
| 2 463 | 2 471 | 2 530 | 2 596 | 2 508 | 2 398 | 2 570 | 2 528 | 2 458 |

| 1901  | 1906  | 1911  | 1921  | 1926  | 1931  | 1936  | 1946  | 1954  |
| ----- | ----- | ----- | ----- | ----- | ----- | ----- | ----- | ----- |
| 2 561 | 2 592 | 2 543 | 2 150 | 2 002 | 2 016 | 2 012 | 2 008 | 1 854 |

| 1962  | 1968  | 1975  | 1982  | 1990  | 1999  | 2005  | 2006  | 2010  |
| ----- | ----- | ----- | ----- | ----- | ----- | ----- | ----- | ----- |
| 1 708 | 1 980 | 1 640 | 1 465 | 1 419 | 1 272 | 1 344 | 1 341 | 1 300 |

| 2015  | 2020  | 2022  | - | - | - | - | - | - |
| ----- | ----- | ----- | - | - | - | - | - | - |
| 1 318 | 1 239 | 1 226 | - | - | - | - | - | - |

### Enseignement
Le groupe scolaire accueille environ 150 élèves, de la petite section de maternelle au CM2.
Le collège Baptiste-Bascoulergue accueille à peu près le même nombre d'élèves, de la 6e à la 3e.
Les lycéens vont à Riom, aux lycées Virlogeux ou Pierre-Joël-Bonté.
Le lycée agricole des Combrailles (130 élèves, 80 stagiaires, 150 apprentis) forme des scolaires, des apprentis et des adultes aux métiers du chien et de l'animalerie dans le cadre de formations qualifiantes, en s'appuyant sur son chenil (15 races), son animalerie (200 espèces), son salon de toilettage et son réseau national de professionnels (éleveurs de chiens et chats, toiletteurs, animaliers, sociétés de gardiennage).
(*470 apprenants toutes classes confondues en 2023.)
- Métiers de l’élevage canin et félin : BPA, Bac Pro, BP REA, BP éducateur canin.
- Métiers du Toilettage : Certificat de toilettage, Certificat de spécialisation en toilettage.
- Métiers du gardiennage : Agent cynophile de sécurité (maître chien).
- Métier de l’animalerie : Technicien-conseil vente en animalerie[31].

### Manifestations culturelles et festivités

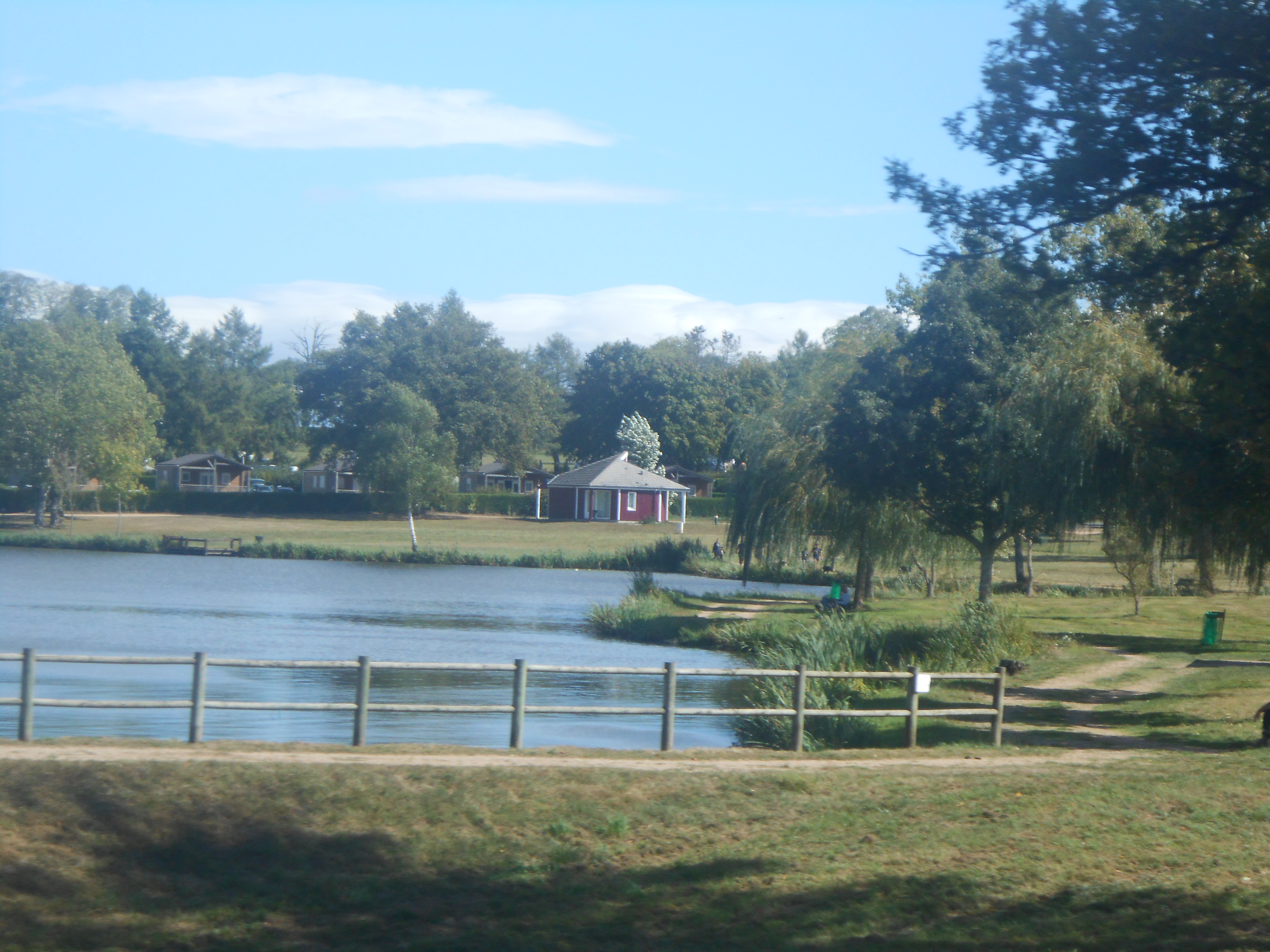
L'étang Philippe à Saint-Gervais-d'Auvergne.

Depuis 1986 a lieu chaque année au mois de novembre, le Concours Charolais. Il se tient à la halle agricole Cœur de Combrailles depuis l'ouverture de celle-ci en 2002.
Un marché a lieu tous les lundis matin et huit lundis par an il se transforme en foire.
La fête patronale a lieu mi-juin. Elle s'ajoute aux nombreux bals, concours de belote et autres manifestations que diverses associations organisent tout au long de l'année.
De 2007 à 2016, la halle a accueilli début août une des deux rencontres des Grands bals de l'Europe, évènement majeur de danse folk, organisées par l'Association Européenne des Amoureux de la Danse Traditionnelle. Ce grand festival de musique et de danses traditionnelles d'Europe et d'ailleurs rassemblait en moyenne 2 000 danseurs chaque soir. L'édition 2017 a été entièrement organisée à Gennetines, en banlieue de Moulins, dans le département de l'Allier.

### Santé
L'EHPAD Maurice Savy accueille 38 personnes âgées.

### Sports
L'Union Sportive Gervaisienne (USG) comporte cinq sections : basket-ball, boxe française, football, pétanque et tennis.

## Économie
L'activité principale de la commune est agricole (élevage extensif de broutards de race charolaise destinés à l'exportation).
Hors l'usine de production hydroélectrique du barrage de Queuille, il n'y a pas d'activité industrielle sur le territoire de la commune.

## Culture locale et patrimoine

### Lieux et monuments
- L'Église Saint-Gervais-et-Saint-Protais avec quelques statues remarquables, ainsi que des contreforts médiévaux soutenant le clocher.
- Deux monuments aux morts: un auprès de l église (ancien cimetière) et un au cimetière.
- L'étang Philippe (onze hectares) et son camping sont des lieux agréables pour des vacances à la campagne en été.
- Le château de la Villatelle, détruit par un incendie[Quand ?]. Mme Revon, la propriétaire de ce château, fut une figure locale.
- La rivière à truite la Sioule et son méandre de Queuille

L'église Saint-Gervais-et-Saint-Protais, au chevet trichore.
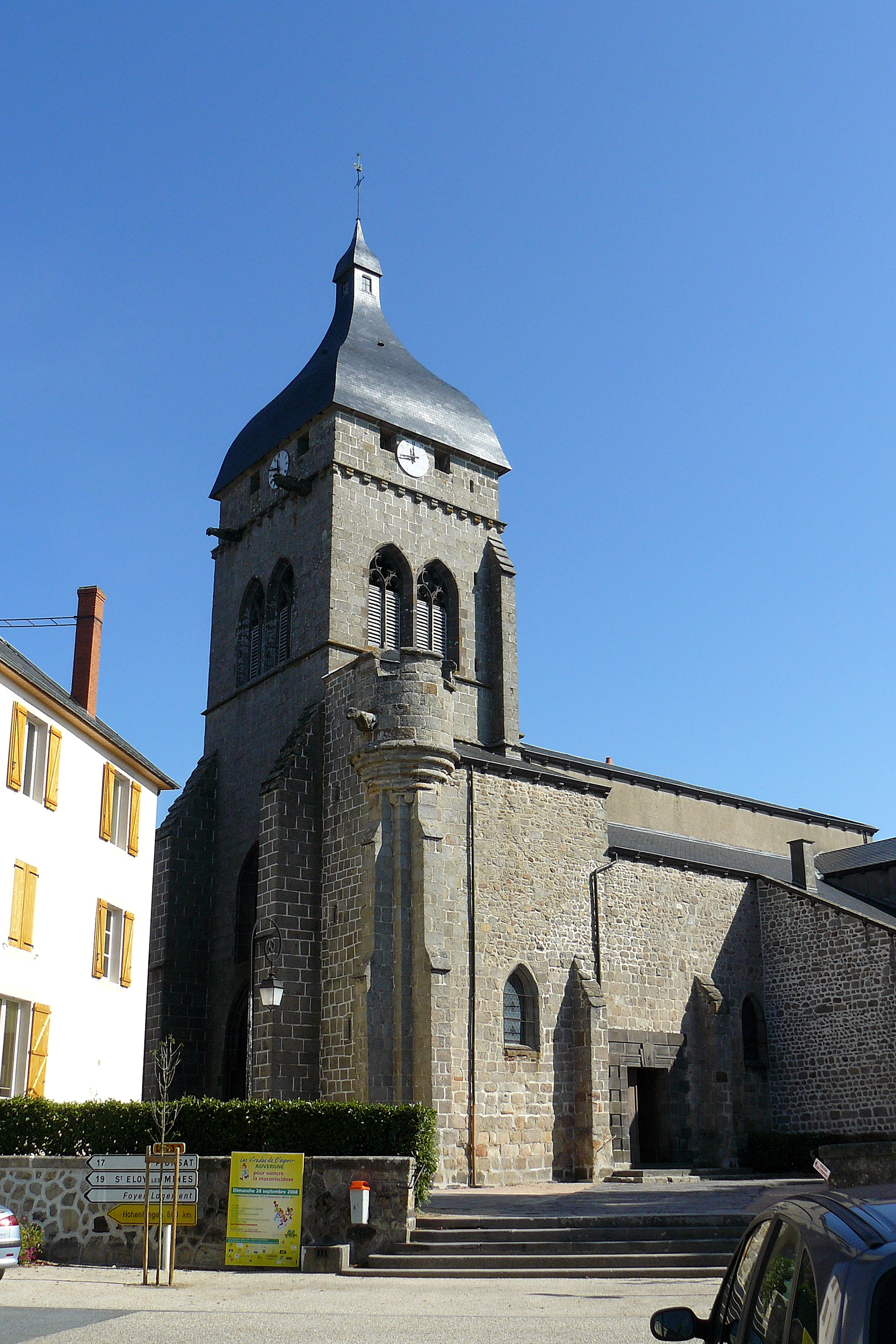
L'Église Saint-Gervais-et-Saint-Protais
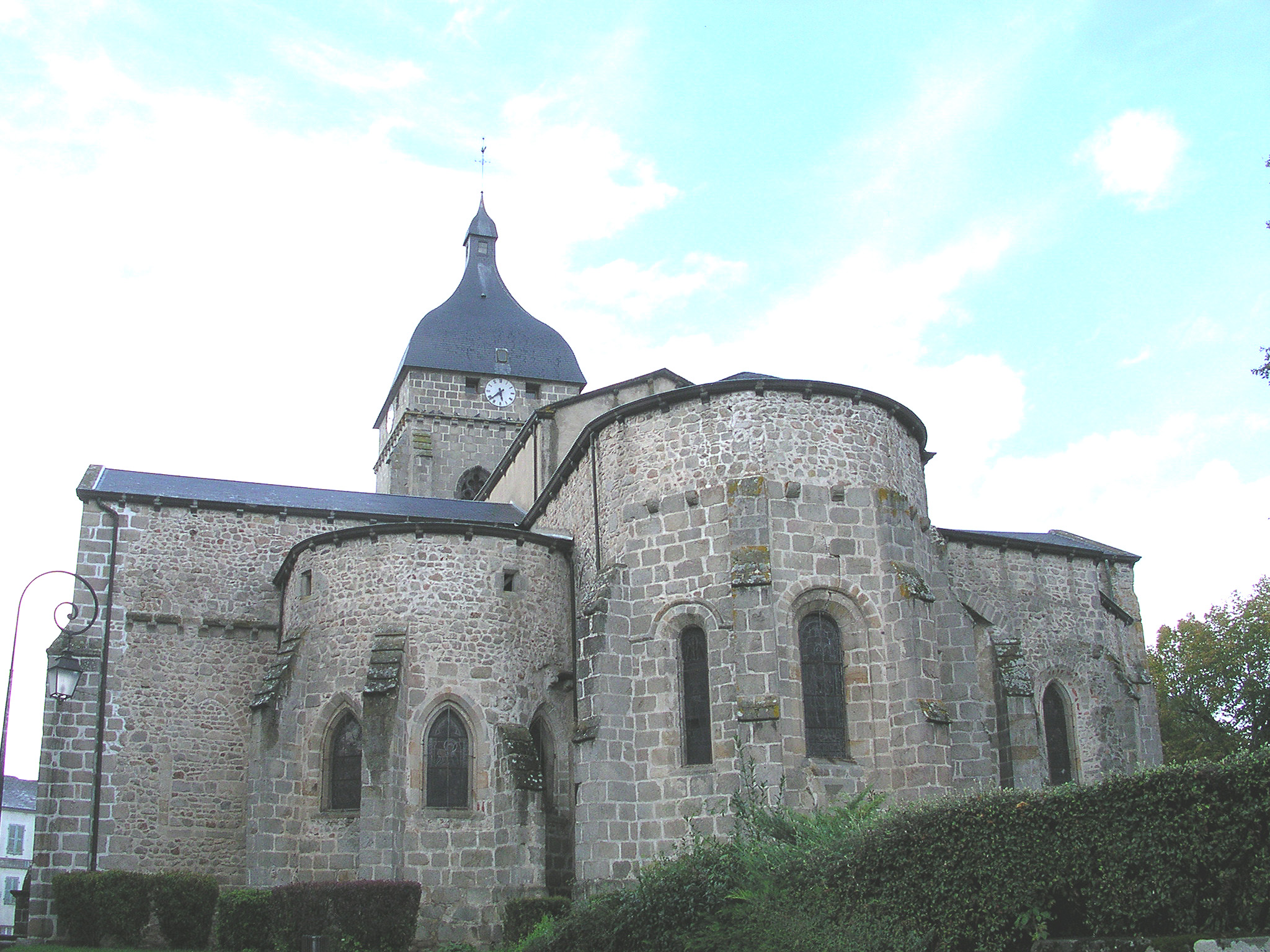
L'Église Saint-Gervais-et-Saint-Protais
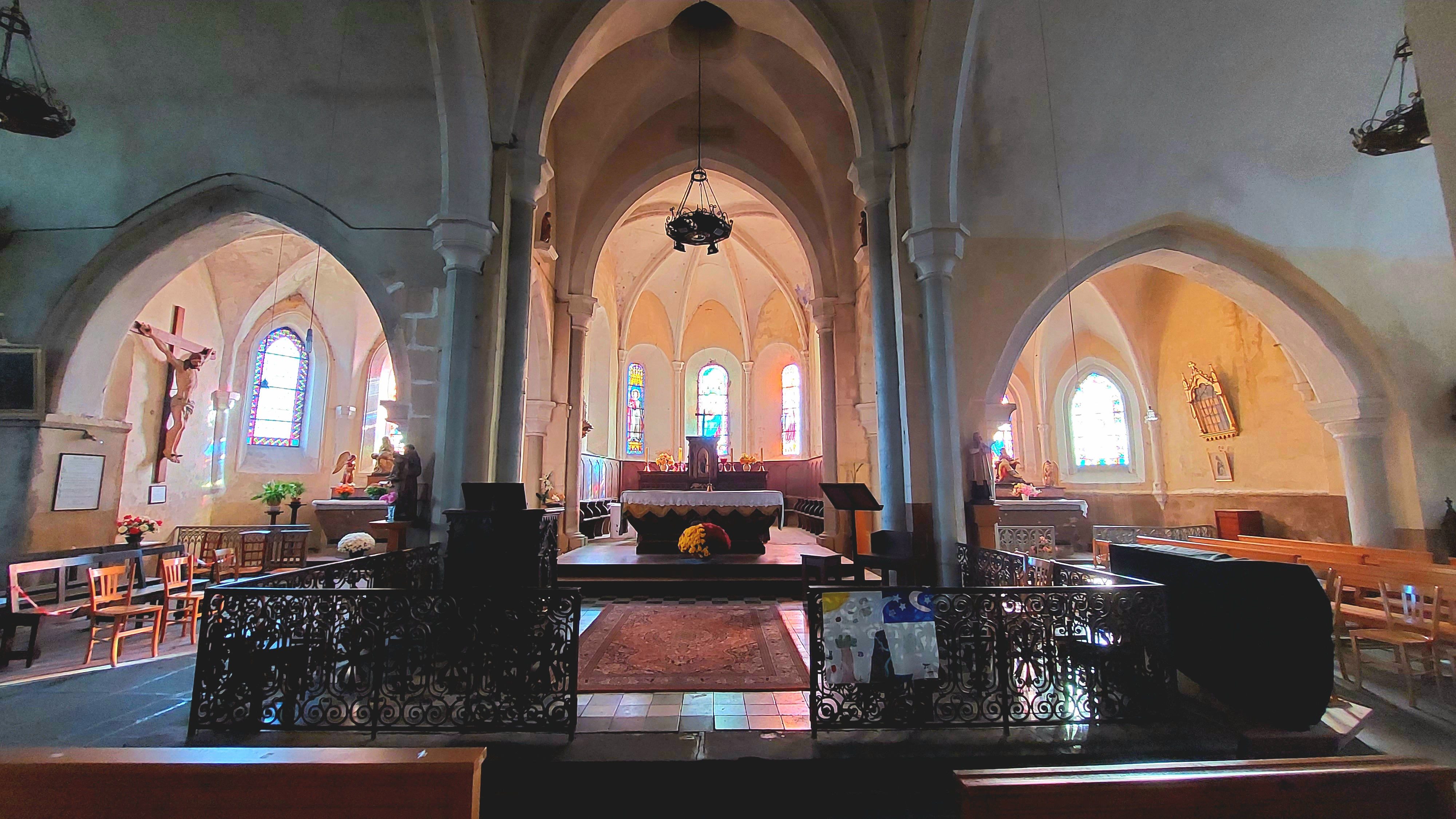
Intérieur de l'église Saint-Gervais et Saint-Protais
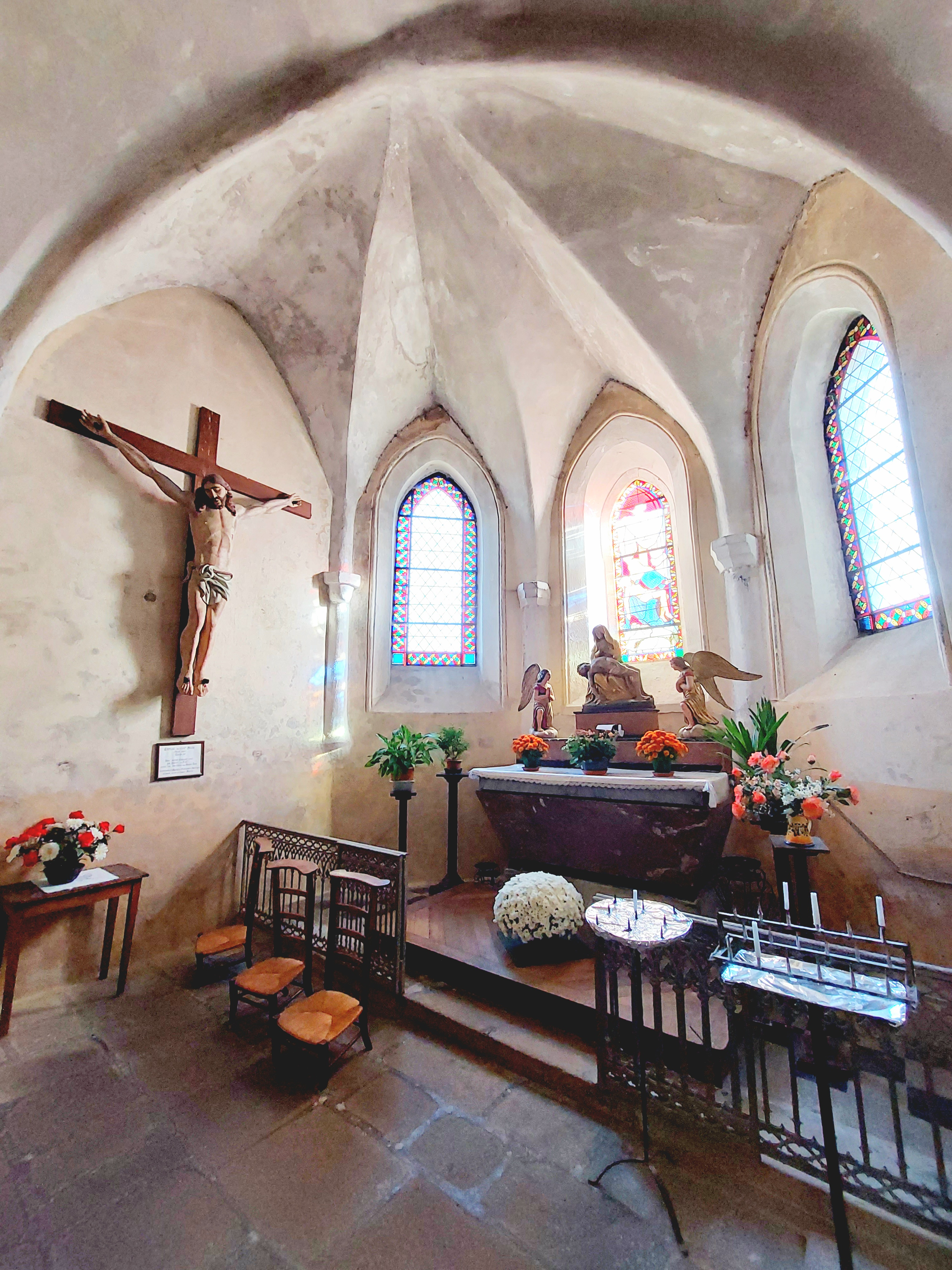
Chapelle latérale nord de l'église Saint-Gervais
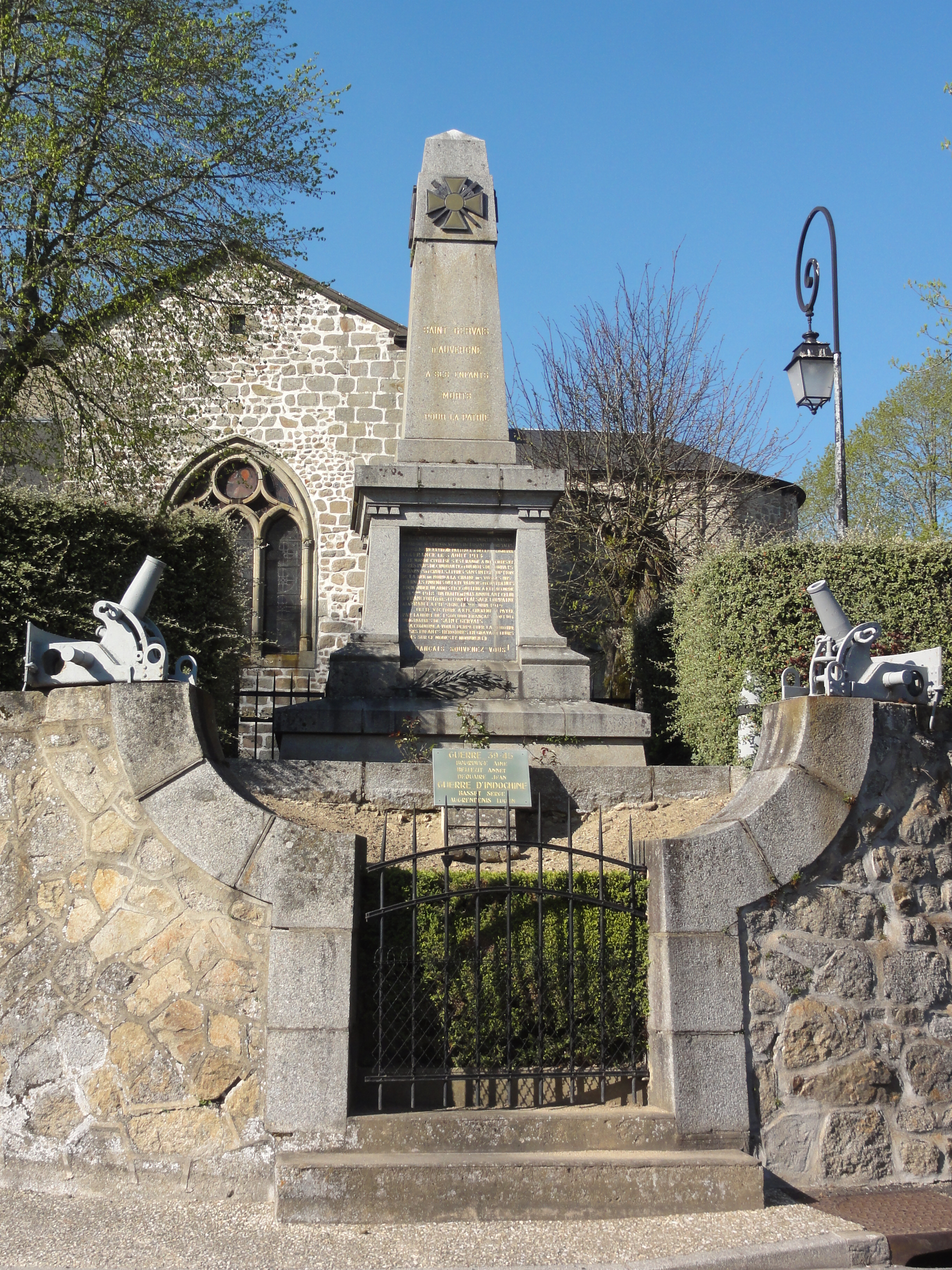
Monument aux morts auprès de l'église
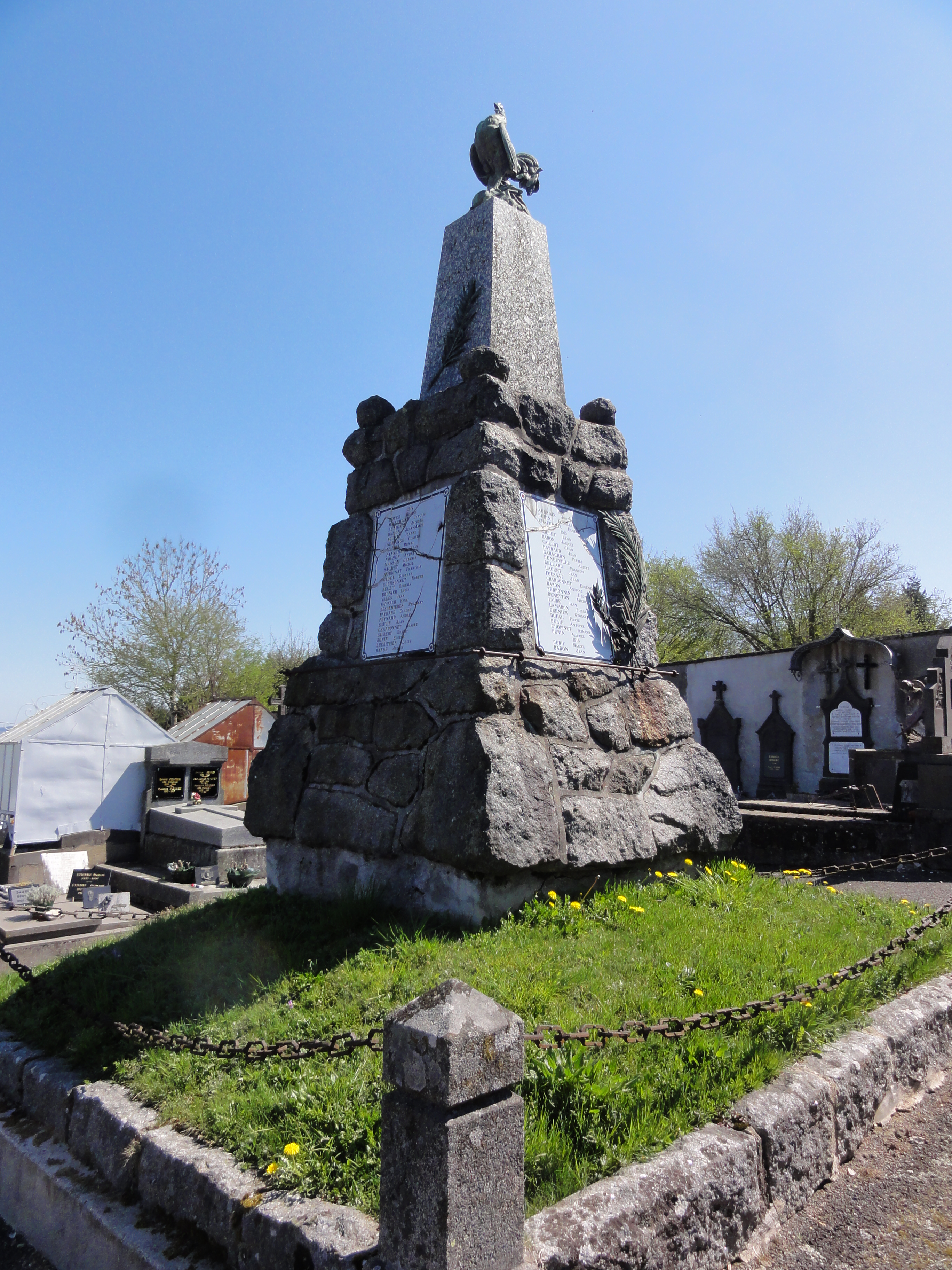
Monument aux morts au cimetière

- le château de Neufvialle[32]

### Personnalités liées à la commune
- Étienne Maison (1847-1937) : homme politique mort à Saint-Gervais-d'Auvergne